# Euscelus stockwelli
Euscelus stockwelli es una especie de coleóptero de la familia Attelabidae.

## Distribución geográfica
Habita en Panamá.